# Batam
Batam (indonesisch Pulau Batam) ist die bevölkerungsreichste der indonesischen Riau-Inseln südlich von Singapur im Malaiischen Archipel.

## Geographie
Batam liegt 20 km südlich von Singapur und Malaysia sowie 80 km nordöstlich des zu Indonesien gehörigen Sumatra. In der Nachbarschaft liegen weitere Inseln der Riau-Gruppe: im Osten Bintan, im Süden Rempang und im Westen Bulan – hinzu kommt eine Vielzahl kleinerer Inseln.
Zusammen mit einigen der Inseln bildet sie die Inselgruppe Barelang (abgekürzt aus Batam-Rempang-Galang).
Batam gehört zur Provinz Kepulauan Riau und hat eine Fläche von 415 km². Die Insel bildet einen Teil des Stadtgebiets der Millionenstadt Batam.

## Verkehr
Nach Jakarta dauert die Fahrt mit der Fähre einen Tag. Schnellboote nach Singapur gehen alle 30 Minuten, die Fahrt dauert 30 Minuten. Es werden verschiedene Verbindungen zwischen zwei Fährhäfen in Singapur und 5 Fährhäfen auf Batam angeboten.
Alle 45 Minuten fahren Schnellboote nach Johor Bahru (Malaysia), Fahrzeit 2 Stunden.
Die Straße Trans Barelang führt über eine 1997 fertiggestellte und 644 m lange Straßenbrücke zur kleinen südlichen Nachbarinsel Tonton und über weitere Brücken von Tonton nach Nipah (420 m lang und ebenfalls 1997 fertiggestellt),
von Nipah nach Setoko (270 m) und von Setoko nach Rempang (365 m).
Im Osten der Insel befindet sich der Internationale Flughafen Hang Nadim, der 1965 erbaut wurde und im Jahr 2006 3,3 Mio. Passagiere abfertigte.

## Bevölkerung
Batam hat über 1.200.000 Einwohner, wobei 85 % malaiisch-indonesischer und 14 % chinesischer Herkunft sind. Ursprünglich war der Haupterwerb Fischfang und Seetransport. Die Orang Laut (Seeleute) leben in Hausbooten oder Pfahlbauten auf dem Meer.
Malaiische und islamische Einflüsse kennzeichnen die Kultur, besonders Musik und Tanz. Erwähnenswert ist der Jogi-Tanz, den es nur auf Batam gibt, außerdem der arabisch beeinflusste Zapin-, der Persembahan- und der Ronggeng-Tanz.

## Wirtschaft
Der Tourismus steigerte sich von 60.000 Übernachtungen 1985 auf 606.000 im Jahr 1991, die meisten Touristen sind aus Singapur (74 %) und Malaysia (10 %).
Durch seine Nähe zum Inselstaat Singapur und zum malaysischen Johor Bahru hat sich Batam mit Flughafen, einem Hafen und über 20 Industrieparks, in denen über 170.000 Menschen arbeiten, zu einem Industriezentrum entwickelt.
Zur Förderung der Wirtschaft hat die indonesische Regierung Umweltschutzgesetze annulliert und auf Batam werden Abfälle und verschmutzte Böden aus Singapur auf Deponien gelagert. Auch die in Singapur nicht geduldete Prostitution hat sich in Batam ausgebreitet.
Der indonesische Staat hat seine Kontrollgewalt der Batam Industrial Development Authority (BIDA) übertragen, die außerhalb der örtlichen Verwaltungen steht. Die Firmen aus Singapur schließen ihre Verträge zumeist mit der Salim-Gruppe ab. Sowohl BIDA wie auch Salim haben enge Verbindungen zu den Mächtigen in Indonesien, durch Vetternwirtschaft kam es zu Ungerechtigkeiten und Bereicherungen. Beispielsweise wurden bei Landenteignungen zu geringe Entschädigungen gezahlt.

## Geschichte
Batam wurde bereits 231 n. Chr. in chinesischen Chroniken erwähnt. Im 13. Jahrhundert kam die Insel unter die Herrschaft des Königreichs Malakka, dann folgte bis zum 18. Jahrhundert der Sultan von Johor. Die Küstenorte gegenüber Singapur waren als Piratenverstecke bekannt.
Niederländer und Briten klärten im Britisch-Niederländischen Vertrag von 1824 ihre Einflussgebiete: Batam und die Nachbarinseln kamen zum Königreich Riau Lingga und wurden später von der Niederländischen Ostindien-Kompanie übernommen.
Seit der Unabhängigkeit 1949 gehört Batam zu Indonesien.
1970 lebten auf der Insel nur 7000 Menschen, und sie war noch zu 98 % mit Wald bedeckt.
Mit der Einrichtung der Freihandelszone Batam/Bintan/Karimun 1989 begann ein starkes Wirtschaftswachstum – Vorbild war Singapur. Doch die ehrgeizigen Pläne bekamen mit der asiatischen Wirtschaftskrise Ende der 1990er Jahre einen Dämpfer.